# Anacroneuria
Anacroneuria is een geslacht van steenvliegen uit de familie borstelsteenvliegen (Perlidae). De wetenschappelijke naam van het geslacht is voor het eerst geldig gepubliceerd in 1909 door Klapálek.

## Soorten
Anacroneuria omvat de volgende soorten:
- Anacroneuria achagua Stark, 1999
- Anacroneuria acutipennis Klapálek, 1923
- Anacroneuria adamsae Stark & Sivec, 1998
- Anacroneuria aethiops (Walker, 1852)
- Anacroneuria alajuela Stark, 1998
- Anacroneuria albimacula Klapálek, 1921
- Anacroneuria amaru Stark, 2004
- Anacroneuria amazonica Froehlich, 2003
- Anacroneuria amboro Stark, 2004
- Anacroneuria anchicaya Baena & Zúñiga, 1999
- Anacroneuria angusticollis (Enderlein, 1909)
- Anacroneuria annulicauda (Pictet, 1841)
- Anacroneuria annulipalpis Klapálek, 1922
- Anacroneuria antizana Stark, 2001
- Anacroneuria apicalis (Enderlein, 1909)
- Anacroneuria apuela Stark & Gill, 2012
- Anacroneuria arawak Stark, 1999
- Anacroneuria arcabuco Zúñiga & Stark, 2006
- Anacroneuria arcuata Stark, 1995
- Anacroneuria aroucana Kimmins, 1948
- Anacroneuria arrazayalensis Orce, 2003
- Anacroneuria atrifrons Klapálek, 1922
- Anacroneuria atrinota Jewett, 1959
- Anacroneuria auca Stark, 2001
- Anacroneuria aurata Jewett, 1959
- Anacroneuria aymara Stark & Sivec, 1998
- Anacroneuria azul Rojas & Baena, 1999
- Anacroneuria badilinea Jewett, 1959
- Anacroneuria baniva Stark, 1995
- Anacroneuria bari Stark, 1995
- Anacroneuria baumanni Stark & Kondratieff, 2004
- Anacroneuria benedettoi Stark, 1998
- Anacroneuria bifasciata (Pictet, 1841)
- Anacroneuria biloba Klapálek, 1922
- Anacroneuria bipunctata Stark, 2004
- Anacroneuria blanca Stark, 1995
- Anacroneuria blanda Needham & Broughton, 1927
- Anacroneuria bolivari (Banks, 1914)
- Anacroneuria boliviensis (Enderlein, 1909)
- Anacroneuria boraceiensis Froehlich, 2004
- Anacroneuria brailovskyi Stark & Kondratieff, 2004
- Anacroneuria brandaoi Bispo & Froehlich, 2004
- Anacroneuria brunneilata Jewett, 1959
- Anacroneuria buenoi Stark & Kondratieff, 2004
- Anacroneuria bulbosa Stark & Sivec, 1998
- Anacroneuria cacute Stark & Maldonado, 2002
- Anacroneuria cajas Zúñiga & Vimos, 2006
- Anacroneuria calima Baena & Rojas, 1999
- Anacroneuria callanga Stark & Sivec, 1998
- Anacroneuria camposi (Banks, 1920)
- Anacroneuria cana Stark & Sivec, 1998
- Anacroneuria canchi Stark & Sivec, 1998
- Anacroneuria canelo Stark, 2001
- Anacroneuria caraa De Ribeiro & Froehlich, 2007
- Anacroneuria caraca Stark, 1995
- Anacroneuria caraja Froehlich, 2002
- Anacroneuria carchi Stark, 2001
- Anacroneuria carole Stark, 2004
- Anacroneuria cathia Froehlich, 2002
- Anacroneuria cayapa Stark, 2001
- Anacroneuria chachis Stark & Vásconez, 2006
- Anacroneuria chaima Stark, 1999
- Anacroneuria chavin Stark & Sivec, 1998
- Anacroneuria chimborazo Stark, 2001
- Anacroneuria chipaya Stark & Sivec, 1998
- Anacroneuria chiquita Stark, 1995
- Anacroneuria choachi Stark & Zúñiga, 1999
- Anacroneuria choco Stark & Bersosa, 2006
- Anacroneuria chorrera Stark, 1995
- Anacroneuria cipriano Zúñiga & Rojas, 1999
- Anacroneuria citara Stark & Ortega, 2007
- Anacroneuria clarki Stark & Baumann, 2011
- Anacroneuria claudiae Stark, 1999
- Anacroneuria cochabamba Stark, 2004
- Anacroneuria collaris (Navás, 1932)
- Anacroneuria contrerasi Stark & Kondratieff, 2004
- Anacroneuria cordillera Rojas & Zúñiga, 1999
- Anacroneuria coronata Needham & Broughton, 1927
- Anacroneuria coscaroni Froehlich, 2002
- Anacroneuria cosnipata Stark & Sivec, 1998
- Anacroneuria costana (Navás, 1924)
- Anacroneuria cotacachi Stark, 2001
- Anacroneuria cotopaxi Stark, 2001
- Anacroneuria cruza Stark, 1995
- Anacroneuria cuadrada Stark, 1995
- Anacroneuria curiosa Stark, 1998
- Anacroneuria cushueme Stark & Gill, 2012
- Anacroneuria cusi Stark, 2004
- Anacroneuria cuzco Stark & Sivec, 1998
- Anacroneuria debilis (Pictet, 1841)
- Anacroneuria diaphana Klapálek, 1921
- Anacroneuria digitata Stark, 1995
- Anacroneuria dilaticollis (Burmeister, 1839)
- Anacroneuria divisa (Navás, 1924)
- Anacroneuria dourada Jewett, 1960
- Anacroneuria exquisita Stark, 1998
- Anacroneuria farallonensis Rojas & Baena, 1993
- Anacroneuria fenestrata (Pictet, 1841)
- Anacroneuria fiorentini De Ribeiro & Froehlich, 2007
- Anacroneuria fittkaui Froehlich, 2003
- Anacroneuria flavicoronata Jewett, 1959
- Anacroneuria flavifacies Jewett, 1958
- Anacroneuria flavifrons Jewett, 1959
- Anacroneuria flavolineata Jewett, 1958
- Anacroneuria flavominuta Jewett, 1958
- Anacroneuria flinti Stark & Sivec, 1998
- Anacroneuria flintorum Froehlich, 2002
- Anacroneuria forcipata Rojas & Baena, 1999
- Anacroneuria fumigata Klapálek, 1922
- Anacroneuria furfurosa Jewett, 1960
- Anacroneuria fuscicosta (Enderlein, 1909)
- Anacroneuria galba Jewett, 1960
- Anacroneuria genualis (Navás, 1932)
- Anacroneuria guaikuru Froehlich, 2007
- Anacroneuria guambiana Zúñiga & Stark, 1999
- Anacroneuria guayaquil Zúñiga & Rojas, 1999
- Anacroneuria hacha Stark, 1998
- Anacroneuria handlirschi Klapálek, 1922
- Anacroneuria harperi Stark, 1998
- Anacroneuria hemiphaea (Navás, 1936)
- Anacroneuria heppneri Stark & Sivec, 1998
- Anacroneuria hieroglyphica (Enderlein, 1909)
- Anacroneuria holzenthali Stark, 1998
- Anacroneuria hoogstraali Jewett, 1958
- Anacroneuria huayna Stark, 2004
- Anacroneuria hyalina (Pictet, 1841)
- Anacroneuria ignatiana (Navás, 1923)
- Anacroneuria iguaque Zúñiga & Stark, 2006
- Anacroneuria impensa Jewett, 1959
- Anacroneuria inca Stark & Sivec, 1998
- Anacroneuria intermixta (Walker, 1852)
- Anacroneuria inza Zúñiga & Stark, 2002
- Anacroneuria iporanga Bispo & Froehlich, 2004
- Anacroneuria iridescens Klapálek, 1922
- Anacroneuria isleta Stark, 1994
- Anacroneuria itajaimirim Bispo & Froehlich, 2004
- Anacroneuria izapa Stark & Kondratieff, 2004
- Anacroneuria jaciara Bispo & Neves, 2005
- Anacroneuria jewetti Stark, 2001
- Anacroneuria jivaro Stark, 2001
- Anacroneuria karina Stark, 1999
- Anacroneuria kayceae Kondratieff & Gill, 2012
- Anacroneuria kitchensi Stark, 2001
- Anacroneuria kondratieffi Stark, 2001
- Anacroneuria lacunosa (Navás, 1926)
- Anacroneuria laminata Klapálek, 1923
- Anacroneuria lepida Klapálek, 1922
- Anacroneuria lineata (Navás, 1924)
- Anacroneuria litura (Pictet, 1841)
- Anacroneuria llana Stark, 1995
- Anacroneuria longicauda (Pictet, 1841)
- Anacroneuria loreto Stark & Zúñiga, 2001
- Anacroneuria lupaca Stark & Sivec, 1998
- Anacroneuria luteicollis (Walker, 1852)
- Anacroneuria magnirufa Jewett, 1958
- Anacroneuria major Stark, 2001
- Anacroneuria makushi Stark, 1999
- Anacroneuria malkini Stark & Kondratieff, 2012
- Anacroneuria manauensis Ribeiro-Ferreira, 2001
- Anacroneuria mantiqueirae Froehlich, 2010
- Anacroneuria marca Stark, 1998
- Anacroneuria marginata Stark, 1998
- Anacroneuria maritza Stark, 1998
- Anacroneuria marlieri Froehlich, 2001
- Anacroneuria marshalli Stark, 2007
- Anacroneuria marta Zúñiga & Stark, 2002
- Anacroneuria melzeri (Navás, 1932)
- Anacroneuria menuda Stark, 1995
- Anacroneuria meta Stark & Zúñiga, 1999
- Anacroneuria mindo Zúñiga & Vásconez, 2006
- Anacroneuria minuta Klapálek, 1922
- Anacroneuria mixteca Stark & Kondratieff, 2004
- Anacroneuria moche Stark & Sivec, 1998
- Anacroneuria mochica Stark & Sivec, 1998
- Anacroneuria morena Stark & Zúñiga, 1999
- Anacroneuria muesca Stark, 1995
- Anacroneuria munchique Zúñiga & Stark, 2002
- Anacroneuria naomi Needham & Broughton, 1927
- Anacroneuria nazca Stark & Sivec, 1998
- Anacroneuria nigrocincta (Pictet, 1841)
- Anacroneuria nigrolineata Jewett, 1958
- Anacroneuria novateutonia Jewett, 1959
- Anacroneuria oculatila Jewett, 1959
- Anacroneuria ofaye Froehlich, 2007
- Anacroneuria ohausiana (Enderlein, 1909)
- Anacroneuria olmec Stark & Kondratieff, 2004
- Anacroneuria oreja Zúñiga & Stark, 1999
- Anacroneuria otafroehlichi Righi-Cavallaro & Lecci, 2010
- Anacroneuria otun Stark & Zúñiga, 2007
- Anacroneuria pacaje Stark & Sivec, 1998
- Anacroneuria pachacuti Stark & Sivec, 1998
- Anacroneuria pacifica Rojas & Baena, 1999
- Anacroneuria paez Zúñiga & Stark, 1999
- Anacroneuria paisa Zúñiga & Stark, 2006
- Anacroneuria pakaraima Stark, 2012
- Anacroneuria pakitza Stark & Sivec, 1998
- Anacroneuria paleta Stark, 1995
- Anacroneuria pallens Klapálek, 1922
- Anacroneuria pallida Jewett, 1958
- Anacroneuria pareja Stark & Kondratieff, 2004
- Anacroneuria paria Stark, 1999
- Anacroneuria parilobata Klapálek, 1922
- Anacroneuria parva Stark, 2001
- Anacroneuria pastaza Stark, 2001
- Anacroneuria pastora Stark & Cardona, 2007
- Anacroneuria paulina (Navás, 1936)
- Anacroneuria payagua Froehlich, 2007
- Anacroneuria pehlkei (Enderlein, 1909)
- Anacroneuria pellucida Klapálek, 1922
- Anacroneuria pequena Stark, 1995
- Anacroneuria perija Stark, 1999
- Anacroneuria perplexa Stark, 1998
- Anacroneuria perpusilla Klapálek, 1921
- Anacroneuria petersi Froehlich, 2002
- Anacroneuria phantoma (Banks, 1914)
- Anacroneuria pichincha Stark & Kondratieff, 2012
- Anacroneuria pictipes Klapálek, 1923
- Anacroneuria pinza Stark, 1995
- Anacroneuria pistacina (Enderlein, 1909)
- Anacroneuria planada Baena & Rojas, 1999
- Anacroneuria planicollis Klapálek, 1923
- Anacroneuria plaumanni Jewett, 1959
- Anacroneuria plutonis (Banks, 1914)
- Anacroneuria polita (Burmeister, 1839)
- Anacroneuria portilla Stark & Rojas, 1999
- Anacroneuria posticata (Banks, 1913)
- Anacroneuria pucallpa Stark, 2004
- Anacroneuria puna Stark, 2001
- Anacroneuria quadriloba Jewett, 1958
- Anacroneuria quechua Stark & Sivec, 1998
- Anacroneuria quetzalcoatl Stark & Kondratieff, 2004
- Anacroneuria quijo Stark, 2001
- Anacroneuria quilla Stark & Zúñiga, 1999
- Anacroneuria quimbaya Zúñiga & Stark, 2007
- Anacroneuria ratcliffei Stark & Kondratieff, 2004
- Anacroneuria rawlinsi Stark, 2001
- Anacroneuria reedi (Navás, 1919)
- Anacroneuria regleta Stark & Rojas, 1999
- Anacroneuria ricki Zúñiga & Stark, 2002
- Anacroneuria rondoniae Froehlich, 2002
- Anacroneuria rosita Stark & Rojas, 1999
- Anacroneuria rossi Stark, 2004
- Anacroneuria rugosa Stark, 2001
- Anacroneuria saltensis Froehlich, 2002
- Anacroneuria schmidti (Enderlein, 1909)
- Anacroneuria segnini Stark & Maldonado, 2002
- Anacroneuria senahu Stark & Kondratieff, 2004
- Anacroneuria shamatari Stark, 1995
- Anacroneuria shepardi Stark & Kondratieff, 2004
- Anacroneuria signata (Walker, 1852)
- Anacroneuria simulans Froehlich, 2010
- Anacroneuria singularis Righi-Cavallaro & Lecci, 2010
- Anacroneuria socapa Stark & Zúñiga, 1999
- Anacroneuria sonora Stark & Kondratieff, 2004
- Anacroneuria spangleri Stark, 2001
- Anacroneuria spectori Stark, 2004
- Anacroneuria stanjewetti Froehlich, 2002
- Anacroneuria starki Fenoglio & Morisi, 2002
- Anacroneuria subcostalis Klapálek, 1921
- Anacroneuria tabatae Froehlich, 2010
- Anacroneuria tachira Stark & Zúñiga, 2003
- Anacroneuria takutu Stark, 2000
- Anacroneuria talamanca Stark, 1998
- Anacroneuria tatama Stark & Cardona, 2007
- Anacroneuria taylori Stark, 2004
- Anacroneuria tayrona Zúñiga & Tamaris-Turizo, 2007
- Anacroneuria tejon Baena & Stark, 1999
- Anacroneuria tena Stark, 2001
- Anacroneuria terere Righi-Cavallaro & Lecci, 2010
- Anacroneuria timote Stark, 1999
- Anacroneuria tinctilamella Jewett, 1959
- Anacroneuria tinga Bispo & Froehlich, 2004
- Anacroneuria tiwanaku Stark, 2004
- Anacroneuria toni Zúñiga & Stark, 2002
- Anacroneuria toriba Froehlich, 2002
- Anacroneuria tornada Stark, 1998
- Anacroneuria trimacula Jewett, 1959
- Anacroneuria tunasi Stark & Zúñiga, 2007
- Anacroneuria tungurahua Stark, 2001
- Anacroneuria tupi Bispo & Froehlich, 2004
- Anacroneuria tzapino Stark, 2001
- Anacroneuria uatsi Stark, 1998
- Anacroneuria ucumari Stark & Zúñiga, 2003
- Anacroneuria undulosa Stark & Rojas, 1999
- Anacroneuria uru Stark & Sivec, 1998
- Anacroneuria uruguayana (Navás, 1923)
- Anacroneuria uyara Froehlich, 2002
- Anacroneuria vagante Stark & Baumann, 2011
- Anacroneuria valle Zúñiga & Baena, 1999
- Anacroneuria vanini Froehlich, 2004
- Anacroneuria varilla Stark, 1998
- Anacroneuria ventana Stark, 1998
- Anacroneuria vespertilio Klapálek, 1921
- Anacroneuria vilcabamba Stark & Sivec, 1998
- Anacroneuria vistosa Stark, 1995
- Anacroneuria vitripennis Klapálek, 1922
- Anacroneuria wapishana Stark, 1999
- Anacroneuria wari Stark, 2004
- Anacroneuria wellsi Stark & Kondratieff, 2004
- Anacroneuria wincha Stark & Sivec, 1998
- Anacroneuria wipukupa Baumann & Olson, 1984
- Anacroneuria wokomung Stark, 2012
- Anacroneuria woytkowskii Stark & Sivec, 1998
- Anacroneuria x-nigrum Klapálek, 1921
- Anacroneuria xinguensis Stark & Sivec, 1998
- Anacroneuria yameo Stark & Sivec, 1998
- Anacroneuria ypane Stark & Baumann, 2011
- Anacroneuria ypsilon Klapálek, 1922
- Anacroneuria ytuguazu Froehlich, 2002
- Anacroneuria zaculeu Stark & Kondratieff, 2004
- Anacroneuria zaga Stark & Kondratieff, 2004
- Anacroneuria zamora Stark, 2001
- Anacroneuria zapata Stark, 1998
- Anacroneuria zarpa Stark, 1998
- Anacroneuria zunigae Stark, 2001
- Anacroneuria zwicki Stark & Sivec, 1998